# Baalzebub nemesis
Espèce
Baalzebub nemesis est une espèce d'araignées aranéomorphes de la famille des Theridiosomatidae.

## Distribution
Cette espèce est endémique du Yunnan en Chine,.

## Description
La femelle holotype mesure 1,68 mm.

## Étymologie
Son nom d'espèce lui a été donné en référence à Némésis.

## Publication originale
- Miller, Griswold & Yin, 2009 : The symphytognathoid spiders of the Gaoligongshan, Yunnan, China (Araneae, Araneoidea): Systematics and diversity of micro-orbweavers. ZooKeys, no 11, p. 9-195 (texte intégral).